# Giornata delle tegole

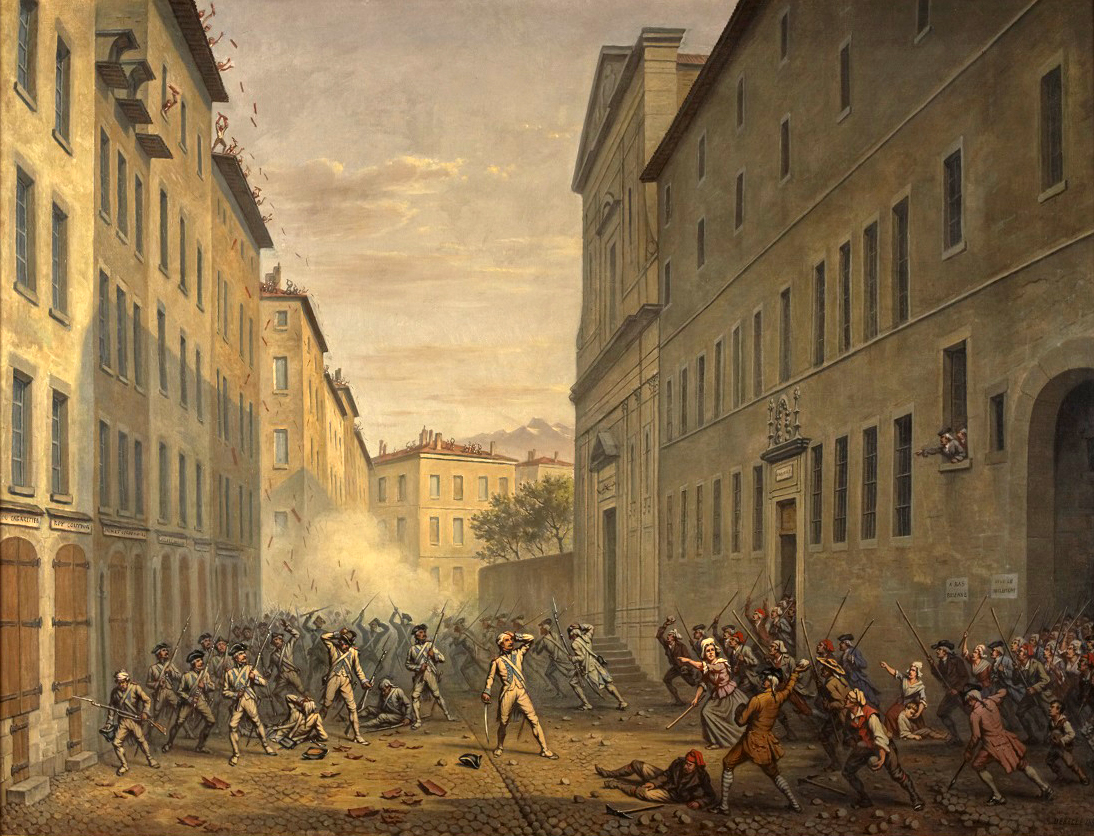
Giornata delle Tegole a Grenoble, di Alexandre Debelle, 1889

La giornata delle tegole (in francese Journée des Tuiles) fu una contestazione, svoltosi a Grenoble, il 7 giugno 1788, in cui i manifestanti affrontarono le truppe reali a colpi di tegole.

## Storia
La protesta nacque contro il tentativo di riforma messo in atto dal ministro della giustizia di Francia, Chrétien-François de Lamoignon de Bâville, e dal Contrôleur général des finances, il cardinale Loménie de Brienne, volto ad annullare i poteri concessi al parlamento da Maupeou agli inizi del regno di Luigi XVI.
Secondo alcuni storici è stata una sorta di preludio della rivoluzione francese che vide scoppiare in protesta il Terzo Stato, che comprendeva tutti gli strati popolari dopo la nobiltà e il clero, contro l'esercito del Re Luigi XVI.
Nemmeno la convocazione degli Stati Generali, che all'inizio suscitò molte speranze tra la popolazione francese, diede una risoluzione al malcontento che avviò la frattura decisiva tra il Re e la nuova nazione che si stava evolvendo.